# Bátorová
Bátorová és un poble i municipi d'Eslovàquia. Es troba a la regió de Banská Bystrica.

## Història
La primera menció escrita de la vila es remunta al 1277.

## Demografia
| Godina             | 1994 | 2004    | 2014   | 2024    |
| ------------------ | ---- | ------- | ------ | ------- |
| Nombre de persones | 413  | 371     | 383    | 328     |
| Diferència         |      | −10,16% | +3,23% | −14,36% |

| Godina             | 2023 | 2024   |
| ------------------ | ---- | ------ |
| Nombre de persones | 335  | 328    |
| Diferència         |      | −2,08% |